# Back to Front
Back to Front – album kompilacyjny Lionela Richiego, który wydany został w maju 1992 roku.

## Lista utworów
1. „Do It to Me”
2. „My Destiny”
3. „Love, Oh Love”
4. „All Night Long (All Night)”
5. „Easy”
6. „Still”
7. „Endless Love”
8. „Running With the Night”
9. „Sail On”
10. „Hello”
11. „Truly”
12. „Penny Lover”
13. „Say You, Say Me”
14. „Three Times a Lady”